# 폴 마이클
폴 마이클(Paul Michael, 1927년 8월 15일 ~ 2011년 7월 8일)은 미국의 배우, 텔레비전 배우이다.
프로비던스에서 태어났으며 우들랜드힐스에서 사망하였다.

## 영화
- 뮤직 위딘 (2007년)